# First Division 1949-1950
La First Division 1949-1950 è stata la 51ª edizione della massima serie del campionato inglese di calcio, disputato tra il 20 agosto 1949 e il 6 maggio 1950 e concluso con la vittoria del Portsmouth, al suo secondo titolo consecutivo.
Capocannoniere del torneo è stato Dickie Davis (Sunderland) con 25 reti.

## Stagione

### Novità
Al posto delle retrocesse Preston N.E. e Sheffield Utd sono saliti dalla Second Division il Fulham (al suo esordio nella massima serie inglese) e il West Bromwich.
Il Manchester Utd tornò a giocare all'Old Trafford, ricostruito dopo i bombardamenti nazisti del 1940.

### Avvenimenti
Il torneo iniziò con una striscia di dodici risultati utili consecutivi da parte del Wolverhampton, che prese la vetta della classifica in solitaria dopo tre giornate. Le principali inseguitrici dei Wolves furono il Manchester Utd e il Liverpool, che approfittò di un calo della capolista per sorpassarla alla quindicesima giornata. I Reds, preso il comando solitario della graduatoria, accumularono subito un vantaggio di tre punti sul Manchester United, concludendo il girone di andata con tre punti sui Red Devils e due sul Wolverhampton, nel frattempo ripresosi da una crisi.
All'inizio del girone di ritorno il Liverpool mantenne lo stesso ritmo, con il Manchester United a -2, mentre si avvicinavano alle prime posizioni della classifica i campioni in carica del Portsmouth. I Red Devils raggiunsero al ventiseiesimo turno il Liverpool, ma furono ricacciati indietro al turno successivo. Stessa cosa avvenne alla trentesima giornata, tuttavia il turno seguente fu favorevole al Manchester United che riuscì quindi a portarsi in testa alla classifica da solo. In due giornate i Red Devils fecero il vuoto, accumulando un vantaggio di quattro punti sulle avversarie, con il solo Liverpool a candidarsi come rivale principale nella lotta per il titolo. I Reds riconquistarono la vetta solitaria della classifica alla trentasettesima giornata, ma poi cedettero totalizzando un solo punto nelle successive cinque giornate. Ad approfittare di questa crisi fu inizialmente il Sunderland, ma il Portsmouth e il Wolverhampton, vincendo tutte le ultime tre partite, si portarono alla penultima giornata in vetta alla classifica, concludendo a pari merito. Il verdetto finale fu favorevole per la seconda volta consecutiva ai Pompey, che beneficiarono del miglior quoziente reti.
A fondo classifica, il Birmingham City retrocesse con una giornata di anticipo, accompagnato al turno successivo dal Manchester City.

## Squadre partecipanti
| Squadra           | Stagione | Città               | Stadio           | Stagione precedente                   |
| ----------------- | -------- | ------------------- | ---------------- | ------------------------------------- |
| Arsenal           | dettagli | Londra              | Highbury         | 5º posto in First Division            |
| Aston Villa       | dettagli | Birmingham          | Villa Park       | 10º posto in First Division           |
| Birmingham City   | dettagli | Birmingham          | St Andrew's      | 17º posto in First Division           |
| Blackpool         | dettagli | Blackpool           | Bloomfield Road  | 16º posto in First Division           |
| Bolton            | dettagli | Bolton              | Burnden Park     | 14º posto in First Division           |
| Burnley           | dettagli | Burnley             | Turf Moor        | 15º posto in First Division           |
| Charlton          | dettagli | Londra              | The Valley       | 9º posto in First Division            |
| Chelsea           | dettagli | Londra              | Stamford Bridge  | 13º posto in First Division           |
| Derby County      | dettagli | Derby               | Baseball Ground  | 3º posto in First Division            |
| Everton           | dettagli | Liverpool           | Goodison Park    | 18º posto in First Division           |
| Fulham            | dettagli | Londra              | Craven Cottage   | 1º posto in Second Division, promosso |
| Huddersfield Town | dettagli | Huddersfield        | Leeds Road       | 20º posto in First Division           |
| Liverpool         | dettagli | Liverpool           | Anfield          | 12º posto in First Division           |
| Manchester City   | dettagli | Manchester          | Maine Road       | 7º posto in First Division            |
| Manchester Utd    | dettagli | Manchester          | Old Trafford     | 2º posto in First Division            |
| Middlesbrough     | dettagli | Middlesbrough       | Ayresome Park    | 19º posto in First Division           |
| Newcastle Utd     | dettagli | Newcastle upon Tyne | St James' Park   | 4º posto in First Division            |
| Portsmouth        | dettagli | Portsmouth          | Fratton Park     | 1º posto in First Division            |
| Stoke City        | dettagli | Stoke-on-Trent      | Victoria Ground  | 11º posto in First Division           |
| Sunderland        | dettagli | Sunderland          | Roker Park       | 8º posto in First Division            |
| West Bromwich     | dettagli | West Bromwich       | The Hawthorns    | 2º posto in Second Division, promosso |
| Wolverhampton     | dettagli | Wolverhampton       | Molineux Stadium | 6º posto in First Division            |

## Classifica finale
|       | Pos. | Squadra           | Pt | G  | V  | N  | P  | GF | GS | Med   |
| ----- | ---- | ----------------- | -- | -- | -- | -- | -- | -- | -- | ----- |
|       | 1.   | Portsmouth        | 53 | 42 | 22 | 9  | 11 | 74 | 38 | 1.947 |
|       | 2.   | Wolverhampton     | 53 | 42 | 20 | 13 | 9  | 76 | 49 | 1.551 |
|       | 3.   | Sunderland        | 52 | 42 | 21 | 10 | 11 | 83 | 62 | 1.339 |
|       | 4.   | Manchester Utd    | 50 | 42 | 18 | 14 | 10 | 69 | 44 | 1.568 |
|       | 5.   | Newcastle Utd     | 50 | 42 | 19 | 12 | 11 | 77 | 55 | 1.400 |
| [ 2 ] | 6.   | Arsenal           | 49 | 42 | 19 | 11 | 12 | 79 | 55 | 1.436 |
|       | 7.   | Blackpool         | 49 | 42 | 17 | 15 | 10 | 46 | 35 | 1.314 |
|       | 8.   | Liverpool         | 48 | 42 | 17 | 14 | 11 | 64 | 54 | 1.185 |
|       | 9.   | Middlesbrough     | 47 | 42 | 20 | 7  | 15 | 59 | 48 | 1.229 |
|       | 10.  | Burnley           | 45 | 42 | 16 | 13 | 13 | 40 | 40 | 1.000 |
|       | 11.  | Derby County      | 44 | 42 | 17 | 10 | 15 | 69 | 61 | 1.131 |
|       | 12.  | Aston Villa       | 42 | 42 | 15 | 12 | 15 | 61 | 61 | 1.000 |
|       | 13.  | Chelsea           | 40 | 42 | 12 | 16 | 14 | 58 | 65 | 0.892 |
|       | 14.  | West Bromwich     | 40 | 42 | 14 | 12 | 16 | 47 | 53 | 0.887 |
|       | 15.  | Huddersfield Town | 37 | 42 | 14 | 9  | 19 | 52 | 73 | 0.712 |
|       | 16.  | Bolton            | 34 | 42 | 10 | 14 | 18 | 45 | 59 | 0.763 |
|       | 17.  | Fulham            | 34 | 42 | 10 | 14 | 18 | 41 | 54 | 0.759 |
|       | 18.  | Everton           | 34 | 42 | 10 | 14 | 18 | 42 | 66 | 0.636 |
|       | 19.  | Stoke City        | 34 | 42 | 11 | 12 | 19 | 45 | 75 | 0.600 |
|       | 20.  | Charlton          | 32 | 42 | 13 | 6  | 23 | 53 | 65 | 0.815 |
|       | 21.  | Manchester City   | 29 | 42 | 8  | 13 | 21 | 36 | 68 | 0.529 |
|       | 22.  | Birmingham City   | 28 | 42 | 7  | 14 | 21 | 31 | 67 | 0.463 |

Legenda:
      Campione d'Inghilterra.
      Retrocessa in Second Division.
Regolamento:
Due punti a vittoria, uno a pareggio, zero a sconfitta.
A parità di punti le squadre venivano classificate secondo il quoziente reti.

## Statistiche

### Squadre

#### Capoliste solitarie
Fonte:
|    | —— | ——            | ——            | ——            | ——            | ——            | ——            | ——            | ——            | ——            | ——            | ——            | ——            | ——            | ——  | ——        | ——        | ——        | ——        | ——        | ——        | ——        | ——        | ——        | ——        | ——  | ——        | ——        | ——        | ——  | ——             | ——             | ——             | ——             | ——  | ——         | ——         | ——         | ——        | ——        | ——  | —— |  |
|    |    | Wolverhampton | Wolverhampton | Wolverhampton | Wolverhampton | Wolverhampton | Wolverhampton | Wolverhampton | Wolverhampton | Wolverhampton | Wolverhampton | Wolverhampton | Wolverhampton | Wolverhampton |     | Liverpool | Liverpool | Liverpool | Liverpool | Liverpool | Liverpool | Liverpool | Liverpool | Liverpool | Liverpool |     | Liverpool | Liverpool | Liverpool |     | Manchester Utd | Manchester Utd | Manchester Utd | Manchester Utd |     | Sunderland | Sunderland | Sunderland | Portsmout | Portsmout |     |    |  |
|    |    |               |               |               |               |               |               |               |               |               |               |               |               |               |     |           |           |           |           |           |           |           |           |           |           |     |           |           |           |     |                |                |                |                |     |            |            |            |           |           |     |    |  |
|    |    |               |               |               |               |               |               |               |               |               |               |               |               |               |     |           |           |           |           |           |           |           |           |           |           |     |           |           |           |     |                |                |                |                |     |            |            |            |           |           |     |    |  |
| 1ª | 2ª | 3ª            | 4ª            | 5ª            | 6ª            | 7ª            | 8ª            | 9ª            | 10ª           | 11ª           | 12ª           | 13ª           | 14ª           | 15ª           | 16ª | 17ª       | 18ª       | 19ª       | 20ª       | 21ª       | 22ª       | 23ª       | 24ª       | 25ª       | 26ª       | 27ª | 28ª       | 29ª       | 30ª       | 31ª | 32ª            | 33ª            | 34ª            | 35ª            | 36ª | 37ª        | 38ª        | 39ª        | 40ª       | 41ª       | 42ª |    |  |

#### Primati stagionali
- Maggior numero di vittorie: Portsmouth (22)
- Minor numero di sconfitte: Wolverhampton (9)
- Migliore attacco: Sunderland (83 reti fatte)
- Miglior difesa: Portsmouth (38 reti subite)
- Miglior media gol: Portsmouth (1.947)
- Maggior numero di pareggi: Chelsea (16)
- Minor numero di pareggi: Middlesbrough (7)
- Maggior numero di sconfitte: Manchester City, Birmingham City (21)
- Minor numero di vittorie: Birmingham City (7)
- Peggior attacco: Birmingham City (31 reti segnate)
- Peggior difesa: Manchester City (68 reti subite)
- Peggior media gol: Birmingham City (0.463)